# 塞勒冰川
塞勒冰川是南極洲的冰川，位於葛拉漢地，長37公里、寬7公里，最終注入福斯特山麓冰川，由英國探險隊測量，以該國水文學家命名。
69°19′S 66°24′W / 69.317°S 66.400°W